# Orde van Christus (Portugal)
De Orde van Christus was een in 1317 ingestelde Portugese ridderorde. 
De Portugese Koning Dionysius volgde de Koning van Frankrijk en Paus Clemens V niet in het vervolgen van de Orde van de Tempel, ook wel de Tempeliers genoemd. De taken en de enorme bezittingen van de Orde van de Tempel werden in Portugal aan deze nieuwe Orde opgedragen.
Paus Johannes XXII keurde het stichten van een Orde van Christus goed onder de voorwaarde dat ook hij een Orde met deze naam zou kunnen stichten. Dit gebeurde in 1319.
Paus Adrianus VI verenigde het grootmeesterschap van de Orde met de Portugese kroon en de Orde, die in de loop der eeuwen steeds meer een Orde van Verdienste was geworden, werd in 1789 geseculariseerd.
Ook nu nog is de Orde van Christus een belangrijke Orde van de Portugese republiek, de Pauselijke Orde bestaat ook nog maar een Braziliaanse tak van de Portugese Orde is in 1890 opgeheven.

## Dragers van de Orde (selectie)
- Auguste Kerckhoffs
- Leo Lippmann
- S.A.L. Maduro
- Paul-Henri Spaak
- Ferdinand van Viseu